# آدغاس (طبق)
الآدغاس، ويُعرف أيضًا باسم الأدريس، هو طبق تقليدي من المطبخ الجزائري. يُحضَّر هذا الطبق باستخدام لبن البقر أو الماعز، ويُخلط مع البيض ثم يُطهى بزيت الزيتون ليأخذ شكل عجة خفيفة. يتميز الآدغاس ببساطة مكوناته وقيمته الغذائية العالية، ويُعد مثالًا على ارتباط المطبخ الجزائري بالمنتجات الطبيعية المحلية.
يؤكل الآدغاس عندما تلد الماعز أو البقرة، وبالتحديد بعد 3 إلى 7 أيام.

## الأصل وأصل الكلمة

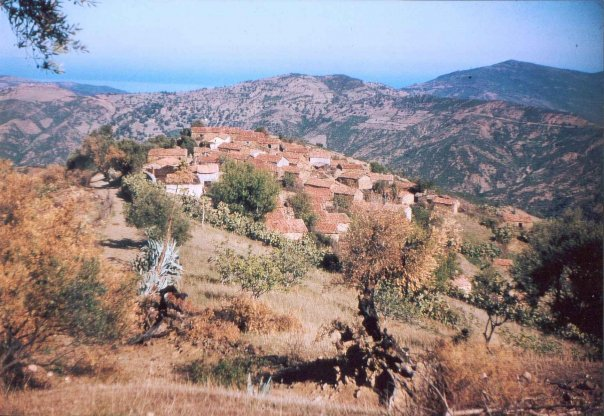
قرية آدغاس.

يعود أصل هذا الطبق إلى منطقة القبائل، وقد استمد اسمه من قرية أدغيس، حيث نشأت طريقة تحضيره وانتشر منها إلى باقي المناطق.

## الملاحظات والمراجع
1. ↑  "1361215905967". ithyaala.com via Wikiwix. اطلع عليه بتاريخ 2023-10-13..
2. ↑  "Adhress". vitaminedz.com. اطلع عليه بتاريخ 2020-08-11..